# 阮福綿寁
阮福綿寁（越南语：／，1832年8月18日—1871年12月9日），越南阮朝明命帝第五十八子，生母婕妤阮氏圓。
明命十三年七月二十三日（1832年8月18日），阮福綿寁在順化皇城出生。嗣德五年（1852年）二月，受封為濰川郡公（越南语：／）。嗣德二十四年十月二十七日（1871年12月9日），阮福綿寁去世，壽四十歲，賜諡惠睦。葬於承天府香水縣居正總楊春社，在香茶縣長銃內邑建祠祭祀。

## 子女
阮福綿寁有5子6女。後裔按御賜見字部起名。
- 長子阮福洪覟，襲封畿外侯，後因罪奪爵。
- 次子阮福洪𧡨，襲封佐國卿。
- 女阮氏閨端，生母黎氏，嫁潘清泳。